# Rygarby
Rygarby (deutsch Rückgarben) ist ein Ort in der polnischen Woiwodschaft Ermland-Masuren. Er gehört zur Gmina Sępopol (Stadt- und Landgemeinde Schippenbeil) im Powiat Bartoszycki (Kreis Bartenstein).

## Geographische Lage
Rygarby liegt am Südufer der Łyna (Alle) in der nördlichen Mitte der Woiwodschaft Ermland-Masuren, elf Kilometer östlich der Kreisstadt Bartoszyce (deutsch Bartenstein). Unweit von Rygarby mündet die Pisa (Pissa) in die Łyna.

## Geschichte
Der kleine Gutsort Rügkegarwen – um 1400 Rückegarben genannt – wurde 1376 gegründet. Am 11. Juni 1874 wurde der Gutsbezirk Rückgarben Teil des neu errichteten Amtsbezirks Wöterkeim (polnisch Wiatrowiec) im ostpreußischen Kreis Friedland (ab 1927 in „Kreis Bartenstein“ umbenannt). Im Jahre 1910 zählte Rückgarben 88 Einwohner.
Am 30. September 1928 schloss sich der Gutsbezirk Rückgarben mit den Gutsbezirken Louisenhof (polnisch Łobzowo) und Wöterkeim (polnisch Wiatrowiec), einschließlich der Ortschaft Pöhnen (polnisch Pieny), zur neuen Landgemeinde Wöterkeim zusammen.
Im Jahre 1945 wurde das gesamte südliche Ostpreußen in Kriegsfolge an Polen abgetreten. Rückgarben bekam die polnische Namensform „Rygarby“ und ist heute eine Ortschaft im Verbund der Stadt- und Landgemeinde Sępopol (Schippenbeil) im Powiat Bartoszycki (Kreis Bartenstein), von 1975 bis 1998 der Woiwodschaft Olsztyn und weither der Woiwodschaft Ermland-Masuren zugehörig. Im Jahre 2021 zählte Rygarby 55 Einwohner.

## Kirche
Bis 1945 war Rückgarben in die evangelische Kirche Schippenbeil (polnisch Sępopol) in der Kirchenprovinz Ostpreußen der Kirche der Altpreußischen Union, außerdem in die römisch-katholische Kirche Bartenstein (polnisch Bartoszyce) im damaligen Bistum Ermland eingepfarrt.
Heute gehört Rygarby katholischerseits zur Pfarrei Sępopol (Schippenbeil) im jetzigen Erzbistum Ermland, evangelischerseits zur Kirche in Bartoszyce, einer Filialkirche von Kętrzyn (Rastenburg) in der Diözese Masuren der Evangelisch-Augsburgischen Kirche in Polen.

## Verkehr
Rygarby liegt an einer Nebenstraße, die parallel zur Łyna (Alle) verläuft und Sępopol mit Bartoszyce verbindet.
Eine Bahnanbindung besteht nicht mehr. Die seit 1912 bestehende Bahnstation Rückgarben an der Bahnstrecke der Kleinbahn Wöterkeim–Schippenbeil wurde 1945 geschlossen, das Stationsgebäude abgerissen und die Bahnstation im Jahre 1999 offiziell aufgelöst. Der Bahnverkehr auf der Strecke wurde in den 1950er und 1970er wiederbelebt, doch erfolglos. Die Strecke wurde 1991 geschlossen.